# 陳佩琪
陳佩琪（1961年8月16日—）為中華民國小兒科醫師，前臺北市市長柯文哲之妻。陳佩琪為澎湖縣人，國立臺灣大學醫學系畢業，專長領域包括新生兒科、一般小兒科、小兒神經內科、精神科、兒童急救加護等。曾任臺北市立聯合醫院和平婦幼院區小兒科主任暨專任主治醫師兼中正門診部主任。另因其丈夫柯文哲曾任中華民國第三勢力政黨台灣民眾黨創黨主席，故陳佩琪又有「第三夫人」的外號。
2024年8月30日，以柯文哲政治獻金案與京華城等案證人身分，前往法務部廉政署說明，後移臺灣臺北地方檢察署複訊2小時請回。

## 生平
陳佩琪的父親陳騰發曾任教於澎湖縣馬公市馬公國民小學，伯父陳騰蛟臺北帝國大學医专畢業(1944年)，是澎湖縣小兒科名醫，叔父陈克孝第一名考入台大医科，1959年畢業於美克利夫兰担任外科医师。陳佩琪畢業於臺灣省立馬公高級中學，第一年考上國立臺灣大學森林系，因立志當医生而於第二年重考上臺大醫學系，是馬公高中第一位考上臺大醫學系的女生。

陳佩琪經相親而結識大學學長柯文哲，二人於1991年結婚，育有一子二女，長子被診斷出有亞斯伯格症候群。

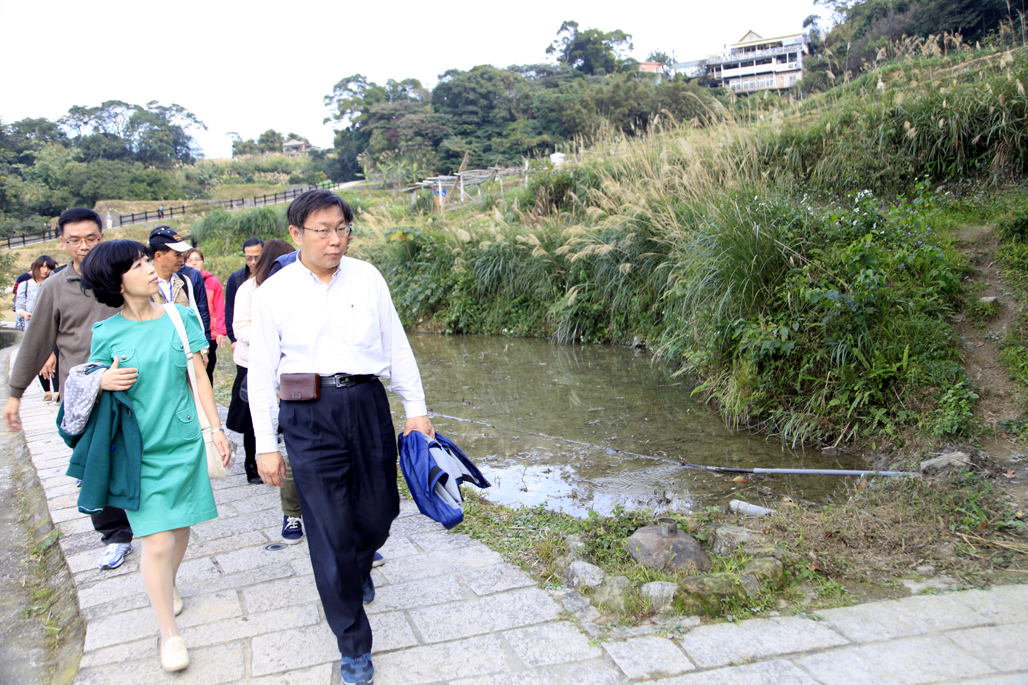
就職臺北市市長滿月的柯文哲偕夫人陳佩琪於樟樹步道健行。

柯文哲於2014年10月進行「國際都會研習之旅」訪問美國紐約與舊金山時，陳佩琪於雙十節假日代表柯文哲掃街拜票。儘管銓敘部於2009年即有公文就《公務人員行政中立法》函釋「公務人員之配偶……為公職候選人時，如公務人員僅以眷屬身分為其配偶...之公職候選人站台且未予助講乃人之常情，且未涉及動用行政資源、利用職務關係或使用職銜名器，應非本法...立法原意所限制範圍，爰予明文排除。」中國國民黨陣營卻仍以陳佩琪在公立醫院任職而質疑她有違行政中立，此舉被民主進步黨立法委員管碧玲評為「一個蠢蛋政府的這種無聊心態，只能搖頭嘆息！」立法院隨後通過管碧玲提案修法，候選人的公務員配偶及二親等內的親屬可公開站台、助講、遊行及拜票。
2014年11月29日，九合一大選結束後，臺北市市長當選人柯文哲與家人於競選總部召開國際記者會，發表勝選感言。柯文哲在會上對市長夫人陳珮琪為他承受壓力表示特別感謝。

## 個人言論

### 臺大醫院失誤移植愛滋病患器官案
陳佩琪曾在2013年臺大醫院失誤移植愛滋病患器官案中替柯文哲喊冤發聲。她於8月召開記者會表示公務員懲戒委員會於柯文哲出國開會時突然公布處分，讓他沒辦法即時回應，她也用柯文哲不在臺灣管不到她的時候說明事件始末，並控訴相關人員偽造流程陷害柯文哲。她說：柯文哲扛下責任可以接受，但無法接受基於落實窮人器官分派正義、全力為臺大醫院投入器官勸募制度設計6年、器官移植17年都沒拿半毛錢的柯文哲扛下罪責污名。至於柯文哲會否因醫師生涯受阻而改選市長，陳佩琪表示若丈夫要參選會尊重支持。
2014年6月，陳佩琪在Facebook發文表示，每次有人問自己陪先生跑攤是否會很辛苦，自己一想到監察院彈劾案文上寫的「愛滋事件中，柯文哲有損臺大醫院醫療聲譽，有辱國家名聲」，就能打起精神。

### 支持丈夫參選
2014年1月，柯文哲在其新書《白色的力量》發表會上提到，陳佩琪對於他有意參加年底臺北市市長選舉時抱怨離職會導致家中月收少20萬，會影響房貸還款。也表示陳佩琪雖不喜歡他從政，卻還是默默支持他做的決定。

### 市長候選人夫人
對於媒體找算命師和面相師評比市長候選人夫人的面相後宣稱陳佩琪「最沒有幫夫運」，陳佩琪不以為然地表示自己不在乎自己有沒有旺夫的面相， 她深信自己有幫夫的能力。柯文哲也表示太太很好，是醫美標準臉型。他為了拼市長選舉向醫院請假都沒薪水，覺得深受妻子幫助。陳佩琪曾笑說修理老公不用算盤，鍵盤就可以。對於被藍營人士質疑「太太這麼強勢，未來會不會有人想透過她影響市政？」陳佩琪在臉書直言「我不知在一場選戰中， 是否一個聰明的候選人搭配一個白癡的人妻，是一種最為選民接受的組合？」
2014年10月，陳佩琪在臉書上的發文偶爾會招來丈夫抱怨，柯文哲表示自己都是事後被告知陳佩琪的發文內容，且會因此感到害怕。柯文哲表示：參選以來許多人建議，候選人的太太應該做什麼、不該做什麼，他的回答都是，「就讓她做自己吧！」也有人提到陳佩琪的臉書人氣似乎比他還高，柯文哲笑說還好競選對手不是陳珮琪。
對於中國國民黨候選人連勝文之妻蔡依珊被《壹週刊》爆料有加拿大國籍，連勝文稱妻子為了自己「犧牲」已準備要放棄。陳佩琪表示不贊成這種太太要為先生犧牲的價值觀。

### 柯文哲的失言
對於柯文哲因失言而引來部分人士批評他「沙豬」，陳佩琪調侃道「丈夫一下被打成怕太太一族，一下被打成大男人，被炒作到形象一日數變。我得想想該回應哪個議題才好呢？」有支持者留言「用膝蓋想也知道，若柯醫師是沙文主義者，怎會有獨立自信又有專業的柯太太？！」

### 抹黑攻擊
2014年11月，陳佩琪表示，柯文哲自參選以來被中國國民黨陣營從錢事（MG149案）打到殺人（臺大醫院器官捐贈移植程序爭議）一路抹黑攻擊。陳佩琪反諷地感嘆先生「目前還差一些罪名（小三與放火），否則犯罪資歷就更完備了」。她要請問「是誰把台灣所有最惡質的選舉方法都發揮得淋漓盡致？」

### 批評連戰夫婦忘恩負義
2014年11月，柯文哲擔任臺大醫院急診室主任，任內曾於2010年永和槍擊事件中迅速統籌外科團隊搶救前副總統連戰之子連勝文，事後被連勝文之母、前第二夫人連方瑀公開宣稱為不在被感謝醫師之列，有網友找到陳佩琪先前在臉書所貼連戰夫婦贈送柯文哲的兩瓶廉價紅酒照片，代為抨擊連家自打嘴巴與忘恩負義。對此，柯文哲要求陳佩琪刪文不再追究，她則提出「1. 物歸原主 2.若主人拒收，那就上網拍賣，所得全數捐給內政部聯合勸募中心，但拍賣底價一定要20萬以上....」文末還與柯文哲鬥嘴：「我還是要跟我們家那口子講：請記得，下次千萬別讓佩琪不開心！」

### 批評教育部官員的態度
柯文哲夫婦之女在校成績優秀，但由於當時國中教育會考制度初創，有很多需要改善之處，因此她的女兒即使在所有的學科考試中都得到了最優秀的A++成績，但因她在國文科的寫作能力測驗中只拿了5級分，不到滿分6級分，因而無法順利在升學競爭激烈的大臺北地區考取前三志願的明星高中，成了會考第一屆的「白老鼠」。對此，陳佩琪曾表示對中華民國教育部的不滿：
|  | 會考制度很糟糕大家都知道，問題更在於教育部官員的態度不好，就像明知這架飛機快墜機，仍堅持要飛，等到大家都摔死了才說下次會改進，不曉得這是什麼教育理念。 |

## 外部連結
- 陳佩琪醫師個人檔案 （页面存档备份，存于），臺北市立聯合醫院和平婦幼院區小兒科專任主治醫師兼主任
- 陳佩琪的Facebook專頁
- 陳佩琪的Facebook專頁